# Туркевич-Лукиянович, Стефания Ивановна
Стефания Ивановна Туркевич-Лукиянович (25 апреля 1898, Лемберг, Австро-Венгрия (ныне Львов, Украина) — 8 апреля 1977, Кембридж, Великобритания) — композитор, музыкальный педагог, пианистка, музыковед украинского происхождения.

## Биография
Родилась в семье священника. Окончила частную женскую гимназию сестер Василиянок во Львове. Игру на фортепиано изучала сначала дома у матери-пианистки, затем — в Высшем музыкальном институте у В. Барвинского во Львове, а в 1914—1916 гг. — в Вене. После этого изучала философию, педагогику и музыковедение во Львовском университете, в 1919—1920 гг. — музыку в государственной yчительской семинарии во Львове. Обучалась также в консерватории Польского музыкального общества во Львове (1921), давала частные уроки музыки:7.
В 1919 г. написала своё первое музыкальное произведение — Литургию, которая была исполнена несколько раз в соборе Святого Юра во Львове.
В 1921 вернулась в Вену, где училась в университете, который окончила в 1923 г., получив диплом педагога. Также продолжала учиться игре на фортепиано и теории музыки в Венской консерватории. Позже, вернулась во Львов, а в 1927 г. выехала в Берлин, где до 1929 г. изучала композицию в Высшей школе музыки под руководством А. Шёнберга.:14
Переехав в Прагу, изучала композицию у Отакара Шина в Пражской консерватории, позже в Высшей школе мастерства у Витезслава Новака, одновременно при Украинском Свободном Университете написала докторскую диссертацию на тему «Украинский элемент в произведениях П. Чайковского „Черевички“ („Кузнец Вакула“), Н. Римского-Корсакова „Ночь перед рождеством“ и сравнение их с оперой Н. Лысенко „Різдвяна Ніч“», которую защитила в 1934 г.:15
Вернувшись во Львов, с 1934 г. до начала Второй мировой войны работала преподавателем музыкальной теории и фортепиано, сначала во Львовской музыкальной консерватории им. К. Шимановского, а затем — в Высшем музыкальном институте. Стала членом Союза украинских профессиональных музыкантов.
Осенью 1939 г., присоединения Западной Украины к СССР, некоторое время работала репетитором-концертмейстером во Львовском оперном театре, а затем, в 1940—1941 гг. — доцентом Львовской государственной консерватории. Стала членом Союза советских композиторов Украины (ныне — Национальный союз композиторов Украины).
После оккупации Львова немцами и закрытия консерватории, продолжала преподавательскую работу в Государственной музыкальной школе (созданной в начале 1942 г.). Весной 1944 г. выехала с семьей из Львова в Вену. В 1946 семья переехала в южную Австрию, а оттуда в Италию, где её второй муж Н. Лукиянович, стал врачом при Втором Польском корпусе под британским командованием.
Осенью 1946 г. вместе с Корпусом была перевезена в Великобританию. Жила в Брайтоне (1947—1951), Лондоне (1951—1952), близ Бристоля (1952—1962), Белфасте (1962—1973) и Кембридже (с 1973).
В конце 1940-х годов вернулась к творческой работе, и до конца жизни написала бо́льшую часть своих произведений. Время от времени выступала как пианистка, в 1957 г. дала серию концертов в больших украинских общинах Англии, в 1959 г. —
на концерте фортепианной музыки в Бристоле. Была членом британского Общества женщин-композиторов и музыкантов (которое существовало до 1972 г.).

## Творчество
С. Туркевич-Лукиянович принадлежат 7 симфонических произведений — Симфония № 1 (1937), Симфония № 2 (1952), Симфониетта (1956), Симфонические эскизы «Малярская симфония» (1962, 1975), симфоническая поэма «La Vita» (1964—1965), «Space Symphony» (1972), «Double Strings» (1976); шесть балетов — детские балеты «Микки-Маус» (ок. 1935) и «Весна» (1935), «Руки» (1957), «Коралы» (1960—1970-е), «М» (1964, 1967), «Страхопуд» (1969, 1976); четыре оперы для детей — «Царь Ох» (1930), «Сердце Оксаны» (1960), «Куц» (1969—1971), «Яринный городчек» (1969—1971); пять хоровых произведений — Служба Божья (1919), Псалом (ок. 1919), «Учитесь, братья мои» (1930-е гг.), «К бою, к бою» (1930-е гг.), «Триптих» (1960, 1970); шесть камерно-инструментальных произведений; шесть фортепианных произведений; более 20 песен (на слова Тараса Шевченко, Веры Вовк, Н. Лукияновича и других); обработки украинских колядок и щедривок и др.
Произведения Стефании Туркевич-Лукиянович написаны в умеренно модернистском стиле, сочетая традиционную тональную музыку с элементами неоклассицизма, неоромантизма, экспрессионизма и иногда сериализма.
Записи 20 её песен изданы в 2014 г. в Канаде на компакт-диске (часть коллекции «Galicians I — The Art Songs»).
Муж — художник Р. Лисовский (в первом браке).